# 마비노기의 네 가지

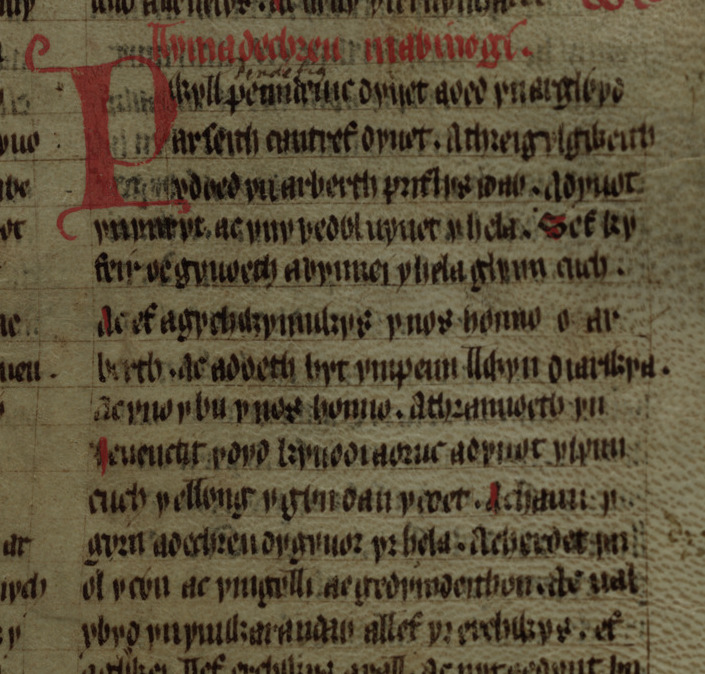

마비노기의 네 가지(웨일스어: Pedair Cainc y Mabinogi 페다이르 카니크 어 마비노기, 영어: Four Branches of the Mabinogi)는 중세 웨일스의 산문집 《마비노기온》에서 가장 잘 알려진 네 개의 이야기이다. "마비노기"라는 단어는 본래 이 네 이야기만을 가리키는 것이다.
각각의 "가지"에는 본래 제목이 없으나, 현대에 와서 편의상 각 이야기의 주인공들의 이름을 붙여 구분하고 있다. 네 가지에 모두 등장하는 인물은 프러데리가 유일하나, 그도 모든 가지에서 중요한 역할을 맡고 있는 것은 아니다. 네 가지는 다음과 같다.
- 〈더베드의 왕 푸일〉: 프러데리의 부모와 그의 탄생에 관한 이야기.
- 〈리르의 딸 브란웬〉: 브란웬이 에린의 왕과 결혼하는 이야기. 프러데리는 언급은 되지만 별다른 역할은 없다.
- 〈리르의 아들 마나워단〉: 브란웬의 형제 마나워단과 함께 집으로 돌아오던 프러데리에게 불운이 닥친다.
- 〈마소누이의 아들 마스〉: 마스와 그위디온이 프러데리와 싸워 그를 죽인다.

## 같이 보기
- 마비노기온